# Ellen Hild
Ellen Hild (17 dicembre 1982) è un'ex sciatrice alpina tedesca.

## Biografia
Originaria di Bad Reichenhall e attiva in gare FIS dal dicembre del 1997, la Hild esordì in Coppa Europa il 26 gennaio 1999 a Altenmarkt-Zauchensee in discesa libera, senza completare la prova, e in Coppa del Mondo il 21 dicembre 2002 a Lenzerheide nella medesima specialità (56ª). Il 26 febbraio 2003 conquistò il suo unico podio in Coppa Europa, a Innerkrems in discesa libera (3ª), mentre in Coppa del Mondo ottenne il miglior piazzamento il 30 gennaio 2004 a Haus nella medesima specialità (28ª) e prese per l'ultima volta il via il 26 febbraio 2005 a San Sicario ancora in discesa libera (34ª). Si ritirò al termine di quella stessa stagione 2004-2005 e la sua ultima gara fu lo slalom gigante dei Campionati tedeschi 2005, disputato il 21 marzo a Berchtesgaden e non completato dalla Hild; non prese parte a rassegne olimpiche o iridate.

## Palmarès

### Coppa del Mondo
- Miglior piazzamento in classifica generale: 118ª nel 2004

### Coppa Europa
- Miglior piazzamento in classifica generale: 75ª nel 2003
- 1 podio:
  - 1 terzo posto

### Australia New Zealand Cup
- Vincitrice dell'Australia New Zealand Cup nel 2005
- Vincitrice della classifica di supergigante nel 2005
- 4 podi:
  - 3 vittorie
  - 1 secondo posto

#### Australia New Zealand Cup - vittorie
| Data           | Località   | Paese         | Specialità |
| -------------- | ---------- | ------------- | ---------- |
| 17 agosto 2004 | Thredbo    | Australia     | GS         |
| 25 agosto 2004 | Mount Hutt | Nuova Zelanda | SG         |
| 26 agosto 2004 | Mount Hutt | Nuova Zelanda | SG         |

Legenda:

SG = supergigante

GS = slalom gigante

### Campionati tedeschi
- 2 medaglie:
  - 2 bronzi (discesa libera nel 2001; discesa libera nel 2003)